# Головурів
Голову́рів — село в Вороньківській сільській громаді Бориспільського району Київської області. Засновано  1455 року, як городище Калаурово.
З 1926 — село Галавурів, з 1928 — сучасна назва. Знаходиться на висоті 101 м над рівнем моря.
Населення — близько 1,4 тис. жителів.

## Географія
Село, колишній центр Головурівської сільської ради, розміщується за 22 км від районного центру та за 24 км від залізничної станції Бориспіль. Село знаходиться на рівнинній місцевості між селами Вороньків та Старе. На південній окраїні Головурова знаходяться три штучні ставки, що утворилися на місці видобутку торфу. На захід від села на півдорозі до Воронькова знаходиться одна з найвищих точок Бориспільського району — Писарська гора. Вона має висоту 131 м над рівнем моря.

## Історія
З покоління в покоління про Писарську гору передавалися легенди, що приписували її виникнення часам козаччини. Побутували навіть перекази, ніби тут був похований Богдан Хмельницький.
Поблизу села Головурова проводилися археологічні дослідження. Унікальною знахідкою є бронзоливарна майстерня, виявлена в урочищі Піщаному поблизу села 1957 року. Вік її датують XIII—XII ст. до н. е. На західній околиці в урочищі Калаурове 1917 року досліджувалося давньоруське поховання, у якому знайдено шовкову гаптовану тканину. Неподалік виявлено городище XII—XIII ст. У письмових джерелах місцевість, де розкинулося сучасне село, згадується під 1455 роком як Покалаурове. Так, у книжці «Нариси по історії Київської землі» сказано: «близько 1455 року Київський князь Олелько Володимирович пожалував у винагороду за вірну службу своєму боярину Олехну Сахновичу різні маєтки по ту й по цю сторону від Дніпра, серед яких були: городище Старе над Дніпром, Покалаурове, селище Булачин (тепер Єрківці)…». Назва «Покалаурове», можливо, пішла від слова «калаур», тобто «варта», «сторожа». В історичних джерелах зустрічаються відомості, що тут стояв караул (сторожа), що стежив за переправою через Дніпро і запалював смолоскип у разі небезпеки. Пізніше в урочищі Покалаурове виникла слобода. Читаємо в «Книжці Київського Трибуналу»: «… на Калаурах возникла даже в 1629 году „новая слобода“ — Калауровская». 
Сучасне село молоде. Відсутнє на мапі Шуберта 1868 року, в списках населених пунктів Полтавської губернії 1910 року, списках населених пунктів Київщини 1923 і 1926 рр. Вперше зустрічається на мапі Генерального штабу РСЧА 1939 року як Галаурівка, 150 дворів.
Згодом село почали називати Головурів. Інтенсивно почало заселялося вихідцями з Воронькова в 1928—1929 роках.
1930 року у Головурові створено артіль «Червоний незаможник». Згодом утворився колгосп «Червона хвиля».

1934 року в селі збудовано школу і клуб. 

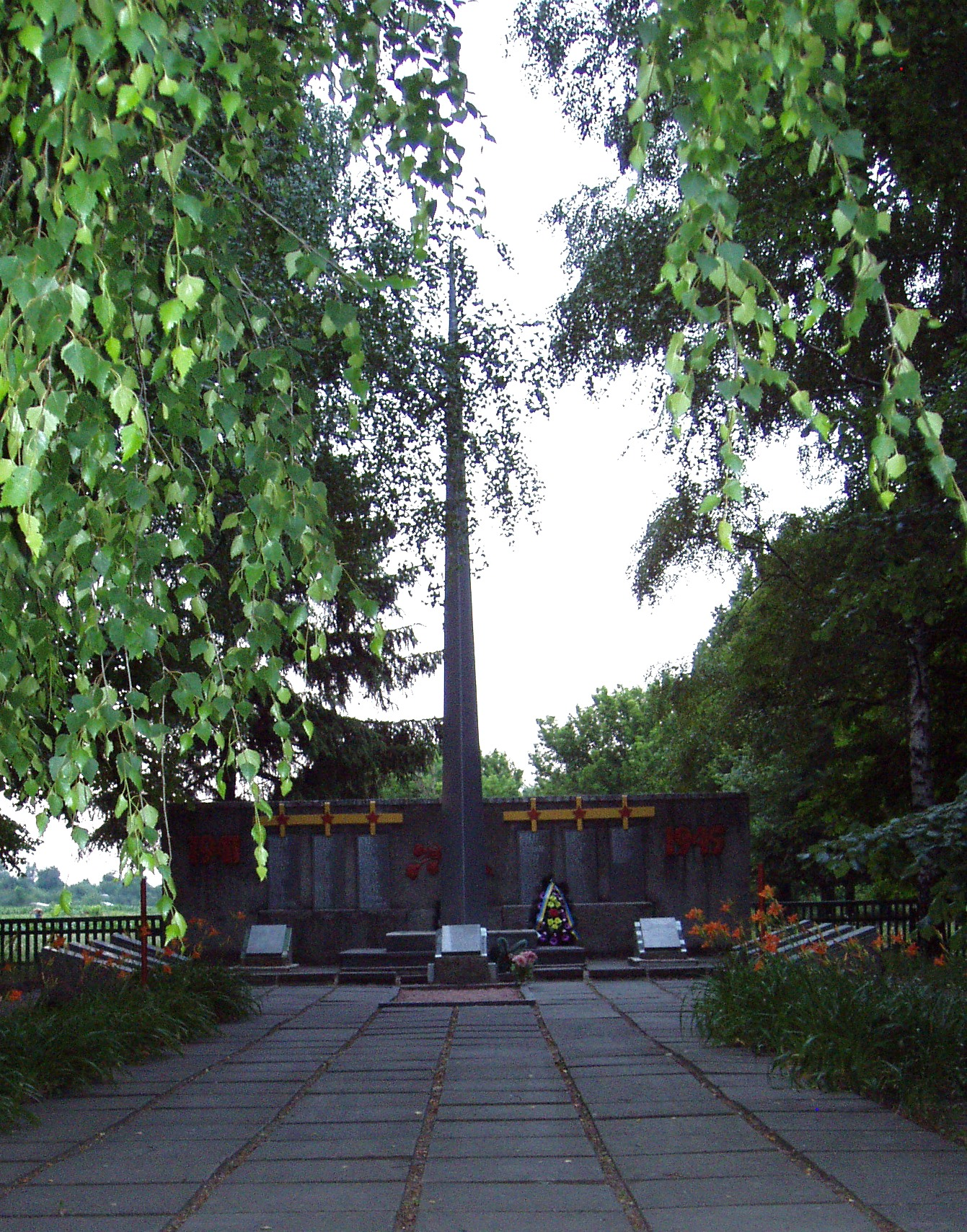
Братська могила воїнів Радянської Армії та пам'ятник воїнам-односельцям, які загинули в роки Другої світової війни.

Головурів був окупований 20 вересня 1941 року, а реокупований військом СРСР 23 вересня 1943 року.
Після Німецько-радянської війни — відбудова господарства. У 50-х роках в селі створено колгосп ім. Ватутіна. 1963 року на базі колгоспів трьох сіл — Кийлова, Рудякова, Головурова створено Головурівську птахофабрику, яка спеціалізувалася на виробництві індичого м'яса.
1996 року держптахоплемзавод «Головурівський» реорганізовано у відкрите акціонерне товариство «Головурівське».
Нині Головурів — центр сільської ради, якій підпорядковується село Кийлів. Наприкінці XX ст. у Головурові дворів — 590, близько двох тисяч жителів. У селі є школа, бібліотека, будинок культури і магазин.
Колишній орган місцевого самоуправління - Головурівська сільська рада.

## Економіка
- акціонерне товариство «Головурівське» (птахофабрика);
- ПП Лісной В. М. (виробництво олії, оцту та ін.).[2]

## Відомі особистості
В поселенні народився:
- Записоцький Євген Васильович (* 1987) — український воїн.